# عبد الكريم الأشتر
الدكتور عبد الكريم الأشتر (1929 - 7 تشرين الأول 2011) باحث وناقد وأديب سوري، أستاذ جامعي وُلد في حلب، نال إجازة الآداب ودبلوم التربية والتعليم من جامعة دمشق عام 1952، عضو شرف في مجمع اللغة العربية بدمشق. وهو شقيق الدكتور الأديب صالح الأشتر.

## حياته المهنية
عُيّن مدرساً للغة العربية وآدابها في ثانويات حلب عام 1956، ثم أوفد إلى القاهرة، فنال دبلوم الدراسات العليا من معهد الدراسات العربية العالية، وشهادة الماجستير في الأدب العربي الحديث، وعُيّن مدرّسا ًفي المعهد فور تخرجه.
أنهى الدكتوراه في الأدب العربي القديم من جامعة عين شمس عام 1962م، ثم عُيّن مدرّسا ًفي كلية الآداب بجامعة دمشق عام 1963، وأصبح عام 1968 رئيساً لقسم اللغة العربية وآدابها في نفس الجامعة، ثم أعير أواخر 1969م. للتدريس في جامعة وهران بالجزائر.
رّفع إلى درجة أستاذ عام 1975 وأعير إلى جامعة دولة الإمارات العربية المتحدة فقضى فيها سنتين من 1979 إلى 1981، ثم استقال من جامعة دمشق وانتقل إلى حلب حيث درّس في جامعتها لأكثر من عشر سنوات.
في عام 1992م. اختاره مجمع اللغة العربية بدمشق عضوا ًمراسلا فيه عام 1991م، ثم انتُخب عضوَ شرف عام 2009م.
عام 1988 احتفل مجلس مدينة حلب بمنحه شهادة تقدير في حفل أقيم خصوصا ًلهذا الغرض في دار الكتب الوطنية، وكُرّم بعدها أربع مرات بين سنتي 2002 و 2004م. في دمشق وحلب، صدر عنه عدد من سلسلة أدباء مكرمون في اتحاد الكتاب العرب عام 2006.
أشرف على عشرات الرسائل الجامعية أو اشترك في مناقشتها في عدد من الجامعات العربية.
واختير حكمًا في جوائز عربية كبيرة منها:
1. جائزة مؤسسة الكويت للتقدم العلمي
2. جائزة سلطان بن علي العويس
3. جائزة الشيخة فاطمة آل نهيان للكتابة للأطفال

زار مدناً عربية وأجنبية كثيرة، وألقى محاضرات على منابر عامة في شتّى الدعوات والمناسبات.

## صدر له
1. فنون النثر في المهجر كتابان
2. المضمون والصورة ، دار الفكر بدمشق 1983م.
3. القوالب الفنية، دار الفكر الحديث بلبنان 1965م.
4. التعريف بالنثر العربي الحديث وفنونه، جامعة دمشق: 1983م.
5. معالم في النقد العربي الحديث، جامعة دمشق 1983م.
6. نصوص مختارة من النثر العربي الحديث، أعلام الرواد، المكتبة الحديثة بدمشق 1966م.
7. شجرة الدر دراسة صغيرة للرواية التاريخية، المكتبة الحديثة بدمشق1965م.
8. دعبل الخزاعي شاعر آل البيت، دار الفكر بدمشق1984م.
9. شعر: دعبل الخزاعي، مجمع اللغة العربية، دمشق1983م.
10. المختار من كتاب الاعتبار لأسامة المنقذ، وزارة الثقافة بدمشق1980
11. المختار من كتاب الاعتبار لأسامة المنقذ، المكتب الإسلامي بيروت 2003م.
12. دراسات في أدب النكبة (الرواية)، دار الفكر بدمشق1975م.
13. نصوص مختارة من الأدب العباسي، المكتبة الحديثة بدمشق1969م.
14. غروب الأندلس دراسة صغيرة للمسرحية الشعرية، المكتبة الحديثة بدمشق: 1965م.
15. الملتقى دراسات في التراث الإسلامي، المستشارية الثقافية الإيرانية بدمشق 2001م.
16. الصدى من أدب المذكرات، ٍدار الثريا بحلب: 2001م.
17. مسامرات نقدية، دار القلم العربي بحلب: 2002م.
18. المقتطف من مجلس الوجد وأحاديث الألفة والسمر ، دار الثريا بحلب: 2002م.
19. أوراق مهجرية (بحوث ومقاربات ، أحاديث ورسائل)، دار الفكر العربي بدمشق .
20. فواصل صغيرة في قضايا الفكر والثقافة العربية، دار طلاس بدمشق2002م.
21. في شعر دعبل الخزاعي ( دراسة نقدية موسعة لآخر مجموعة من شعر دعبل الخزاعي )
22. صنعة الدكتور محمد يوسف نجم، دمشق 1963م.
23. ألوان ( قراءة في بعض المواقف الإنسانية والحركات الأدبية، دار الرضا بدمشق 2003م.
24. العربية في مواجهة المخاطر (المكتب الإسلامي ببيروت2006م.
25. في ديوان العرب ( أحاديث في الشعر والشعراء من عصر الجاهلية إلى العصر الحديث) في ثلاثة أجزاء، نشرت بدار الرضا بدمشق عام: 2004-2006م.
  1. الجزء الأول: العصر الجاهلي والعصر الإسلامي
  2. الجزء الثاني: العصر العباسي والعصر المملوكي
  3. الجزء الثالث: العصر العثماني والعصر الحديث

### بالاشتراك مع مجموعة من المؤلفين
1. دليل الإعراب الجزء الأول لطلاب شهادة الدراسة المتوسطة
2. دليل الإعراب الجزء الثاني لطلاب الشهادة الثانوية ودور المعلمين
3. التسهيل في دراسة الأدب العربي الحديث
4. المنهج لطلاب الحلقة الإعدادية
5. الدليل في دراسة الأدب العربي الحديث

## وصلات خارجية
- عبد الكريم الأشتر على موقع أرشيف الشارخ.